# Nevio Piscione
Nevio Piscione (Pescara, 23 novembre 1936 – Pescara, 14 aprile 2017) è stato un politico italiano.

## Biografia
Nato a Pescara nel 1936, militò politicamente nelle file della Democrazia Cristiana sin dalla giovane età e fu eletto più volte consigliere comunale nella sua città. Nel 1986 fu eletto sindaco di Pescara. Inaugurò il 27 gennaio 1988 la nuova stazione ferroviaria di Pescara Centrale.
Terminò il proprio mandato nel febbraio 1988 a causa dell'inchiesta per avere assunto sessantuno falsi invalidi negli uffici comunali.
Amico del deputato socialista Piergiuseppe D'Andreamatteo, nel 1990 aderì al Partito Socialista Italiano, con cui venne rieletto al consiglio comunale e fu assessore dall'agosto 1990 al giugno 1992.
Morì il 14 aprile 2017 nella sua abitazione a Villa Pineta.